# John Gumbleton

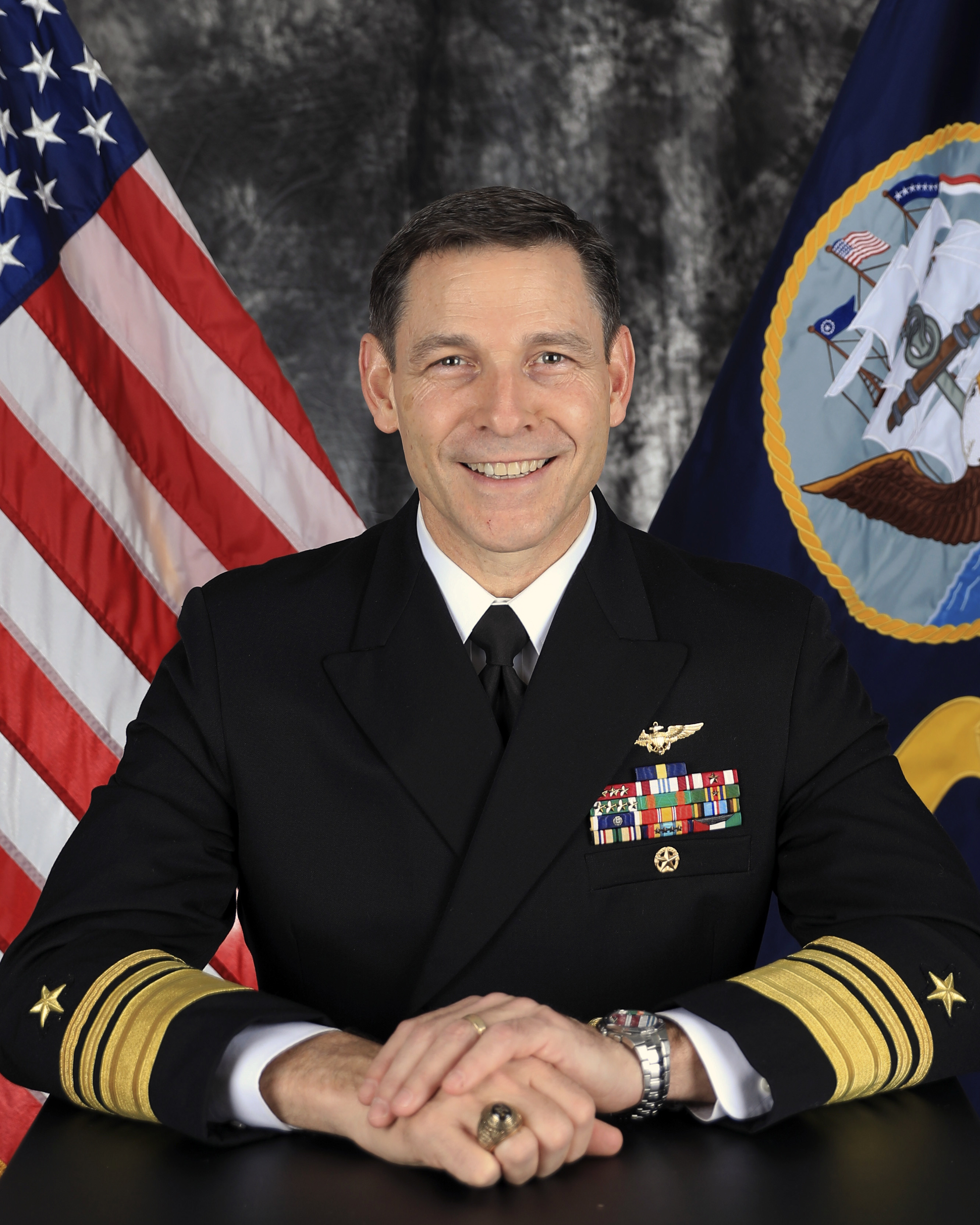
John E. Gumbleton (2024)

John E. Gumbleton (* 1967) ist ein US-amerikanischer Vice Admiral der United States Navy und derzeit Deputy Commander, United States Fleet Forces Command.

## Leben
John Gumbleton stammt aus Falmouth, Massachusetts, und ist ein Absolvent der Norwich University. Er trat über das Naval Reserve Officer Training Corps der United States Navy bei und absolvierte Studiengänge an der George Washington University und dem Naval War College. Er absolvierte nach seinem Studium eine Ausbildung zum Hubschrauberpiloten und wurde danach mit seiner Staffel unter anderem auf der Samuel B. Roberts, der Vicksburg, der Ticonderoga, der Taylor und der Boxer eingesetzt, sowie im Rahmen der Expeditionary Strike Group 3.
Während Stabsverwendungen war er unter anderem im Bureau of Naval Personnel eingesetzt, als Kommandeur des Naval Air Systems Command, als Verbindungsoffizier zum Kongress der Vereinigten Staaten und als Adjutant des stellvertretenden Stabschefs des Allied Command Transformation. Seine Verwendungen als Flaggoffizier umfassen die des Director of Maritime Headquarters bei United States Naval Forces Europe, als Kommandeur der Expeditionary Strike Group 3, sowie als Stabschef des Büros des Chiefs of Naval Operations und seines Stellvertreters. Am 12. Januar 2024 übernahm er seine aktuelle Verwendung als stellvertretender Kommandeur des United States Fleet Forces Command und als Kommandeur der Task Force 80.